# Reuven Dafni
Reuven Dafni (geboren als Ruben Kandt 11. November 1913 in Zagreb, Österreich-Ungarn; gestorben 15. Juni 2005 in Israel) war ein Freiwilliger der britischen Armee im Zweiten Weltkrieg und ein israelischer Diplomat.

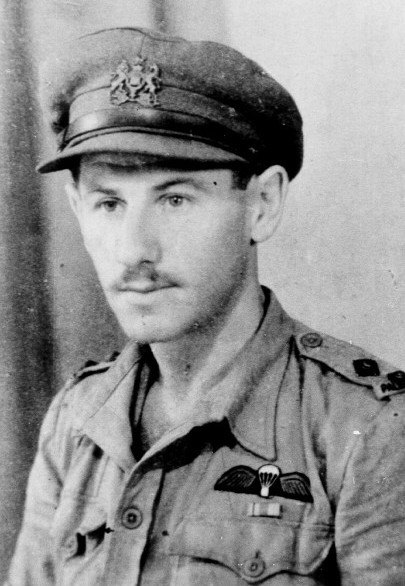
Reuven Dafni als britischer Soldat

## Leben
Ruben Kandt war ein Sohn des Journalisten Maximilian Kandt und der Regina Schwartz. Zu Hause wurde Kroatisch gesprochen. Sein Vater ging 1927 mit der Familie als jugoslawischer Presseattaché nach Wien. 1936 emigrierte Ruben Kandt allein mit einem Zertifikat der jüdischen Pioniere nach Palästina und wurde Kibbuznik im Kibbuz En Gev. Er änderte seinen Namen in Reuven Dafni. Nach Ausbruch des Zweiten Weltkriegs meldete er sich 1940 freiwillig für die British Army und wurde 1941 im Kampf gegen die Deutschen auf dem Festland Griechenlands und auf Kreta eingesetzt und kämpfte anschließend in Nordafrika in der 8. britischen Armee gegen die Deutschen und Italiener. Er diente danach in der Jugoslawien-Abteilung des britischen Generalstabs in Kairo und wurde für spezielle Operationen und als Fallschirmspringer ausgebildet.
Am 14. März 1944 flog er zum Militärstützpunkt der Alliierten im inzwischen befreiten Bari. Von dort wurde er im Auftrag des britischen Geheimdienstes Special Operations Executive hinter die deutschen Linien nach Slowenien geflogen, mit an Bord war Hannah Szenes. Er hielt sich drei Monate bei den Titopartisanen auf, um militärische Informationen zu sammeln und Hilfe für abgestürzte alliierte Flieger zu organisieren und um Juden bei der Flucht zu helfen. Er kehrte nach Bari zurück und im September 1944 und im Januar 1945 sprang er erneut über Jugoslawien ab. Nach Kriegsende erfuhr er, dass seine Mutter, sein jüngerer Bruder Alexander und Eva, die Frau seines zweiten Bruders, 1942 Opfer des Holocaust geworden waren.
Nach dem Krieg war er 1946 in den USA unterwegs, um für die Haganah Geld und Waffen zu sammeln. 1948 ging er als erster israelischer Konsul für Los Angeles erneut in die USA. Von 1953 bis 1956 war er israelischer Generalkonsul in New York City, danach in derselben Funktion in Bombay. Ab 1960 arbeitete er im Büro des israelischen Ministerpräsidenten und wirkte als Koordinator beim Film Exodus mit. Von 1969 bis 1973 war er israelischer Botschafter in Kenia und danach in Thailand.
Zurück in Israel war Dafni von 1983 bis 1996 in Jerusalem stellvertretender Direktor von Yad Vashem.

## Schriften (Auswahl)
- Yad Vashem : Gedenkstätte für Holocaust und Heldentum. Jerusalem : Ahva, 1990.
- mit Yehudit Kleiman (Hrsg.): Final letters : from the Yad Vashem Archive. Vorwort Chaim Herzog. London : Weidenfeld and Nicolson, 1991, ISBN 0-297-81151-7.